# Ponta Delgada

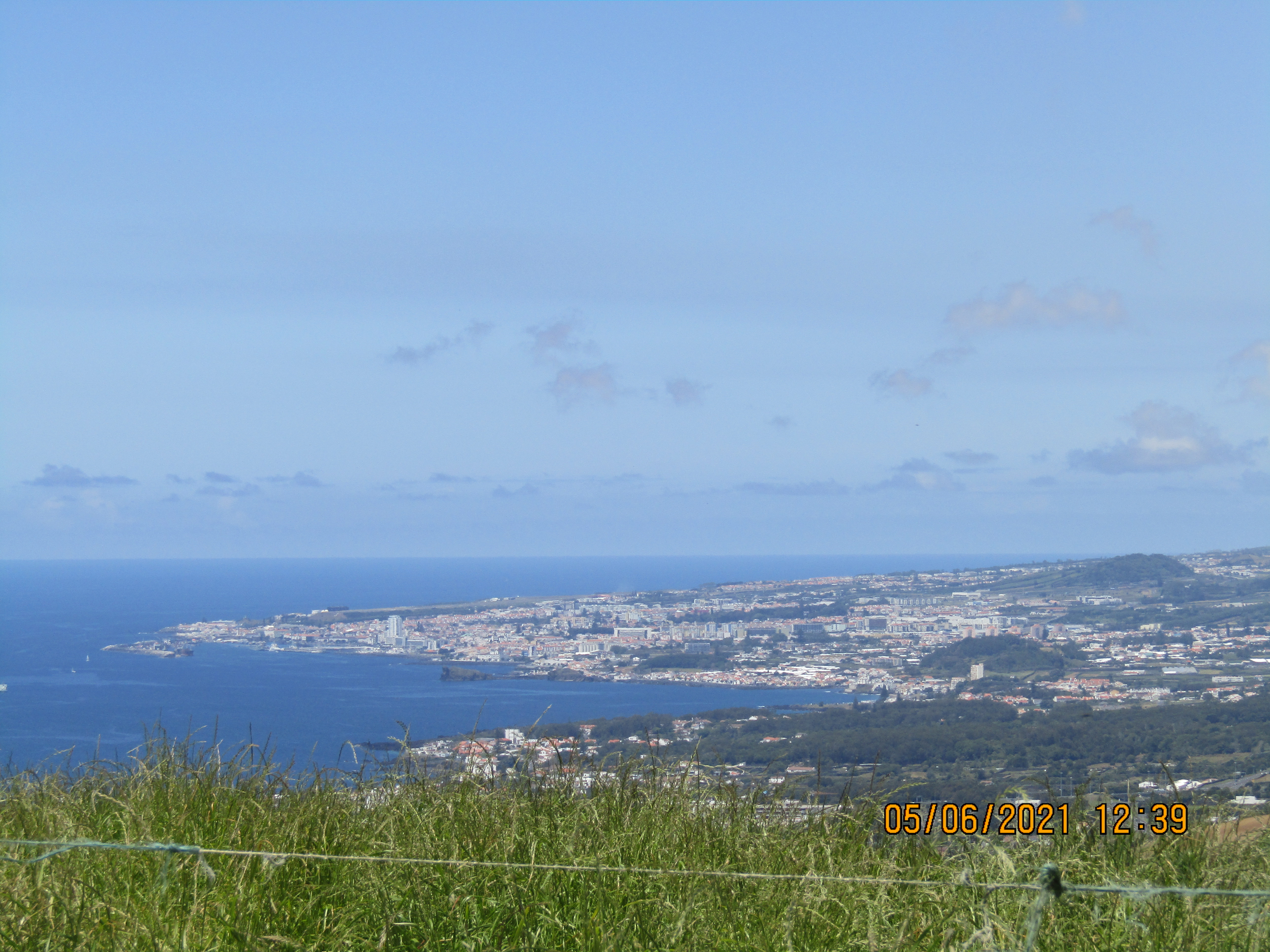
Vista geral da cidade de Ponta Delgada, situada na costa sul da Ilha de São Miguel, Açores, Portugal, vista de este para oeste a partir da vertente oeste da Serra de Água de Pau (fotografia tirada aproximadamente a 13 km do centro da cidade).

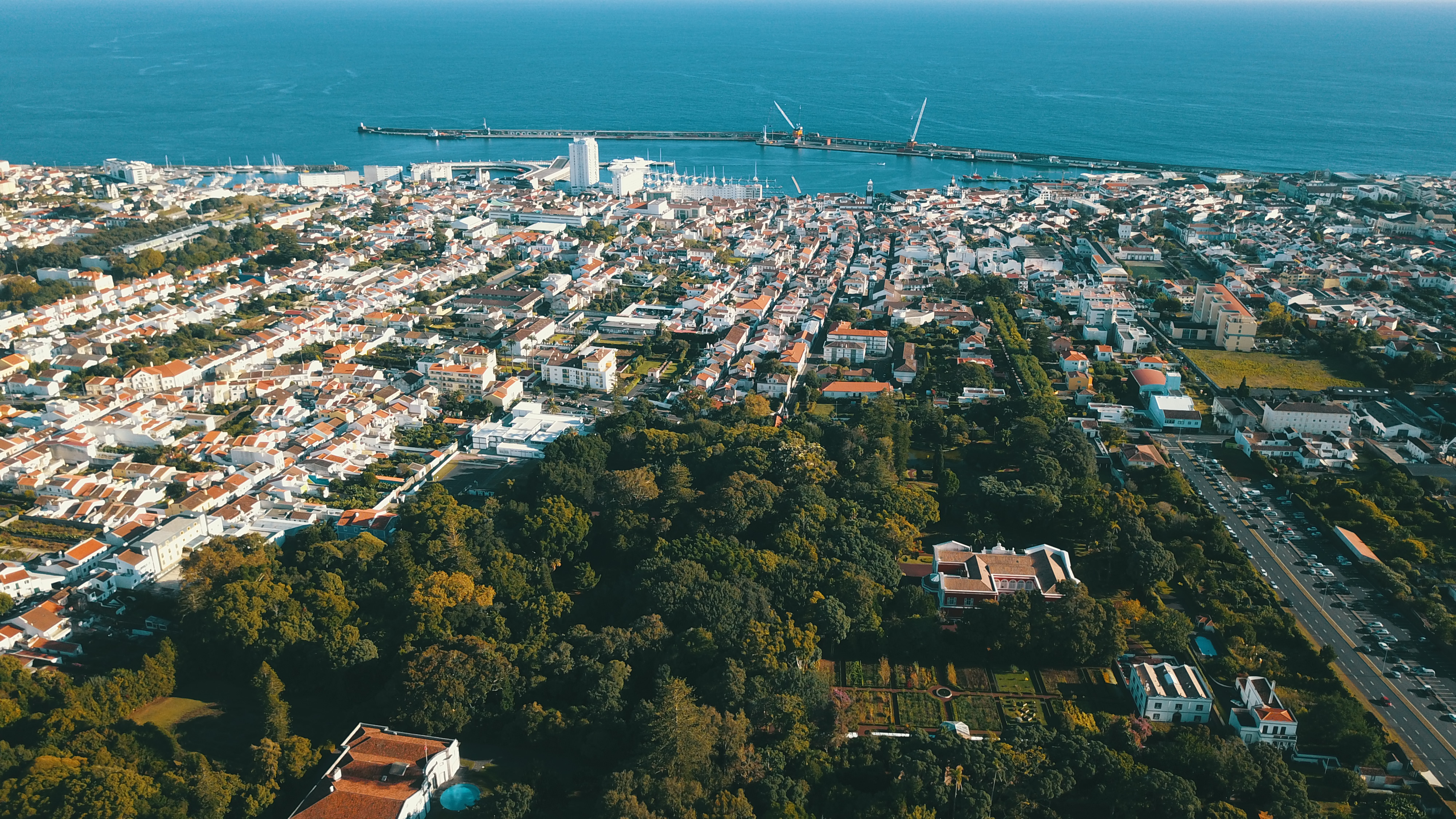
Ponta Delgada (vista aérea em direcção ao Sul).

Ponta Delgada é uma cidade portuguesa localizada na ilha de São Miguel pertencente à Região Autónoma dos Açores com uma população de 46 897 habitantes (2021).
Ponta Delgada é a maior cidade desta região.
É sede do Município de Ponta Delgada que tem 231,90 km² de área e 67 229 habitantes (2021), estando subdividido em 24 freguesias. O município, o maior dos Açores e o que reúne a maior diversidade de equipamentos, é limitado a leste pelos municípios da Ribeira Grande e da Lagoa e tem costa no oceano Atlântico a norte, sul e oeste.
Com mais de cinco séculos de existência, Ponta Delgada é uma cidade plana, moderna e cosmopolita.

## História
A primeira capitania, constituída pelas ilhas de Sta. Maria e S. Miguel foi entregue a Gonçalo Velho Cabral, que a delegou mais tarde a João Soares de Albergaria seu sobrinho, que, em 1474 vendeu a ilha de São Miguel a Rui Gonçalves da Câmara, filho segundo de João Gonçalves Zarco, capitão da ilha da Madeira, por 2 000 cruzados em dinheiro e 4 000 arrobas de açúcar, passando a residir em Vila Franca do Campo, feita vila e sede da capitania. (Na altura o maior e mais populoso povoado açoriano do século XV)
Ponta Delgada, lugar de homens de condição nobre e de poder fez-se vila em 1499, tendo crescido na proporção inversa da perda de importância de Vila Franca do Campo, valor acrescido por meio da criação da alfândega em 1518, uma estrutura importante da coroa, e que a fez sobressair como cabeça da ilha.
O título de cidade é concedido a Ponta Delgada por carta de D. João III, a 2 de abril de 1546, como reconhecimento do seu dinamismo e crescimento urbano, e pela condição do seu porto, no apoio às naus da Índia, que no mesmo faziam descansar a sua tripulação e se reabasteciam. O seu núcleo urbano cresceu ao longo da costa entre a Calheta de Pêro de Teve, e o atual Campo de São Francisco, lugar que abriga o mosteiro de Nossa Senhora da Esperança, inaugurado em 1541.
D. João III em 1554 fez criar em Ponta Delgada o ofício de juiz de fora, colocando esta num plano único a nível do arquipélago, equiparando-a a um reduzido número de concelhos que tinham como magistrado judicial um oficial de carreira. Entre 1552 e 1580 foi construído a mando de D. João III o forte de São Brás, para defesa da cidade dos ataques dos corsários num dos extremos da cidade, construção custeada pela câmara e população em geral, tornando-se num dos principais símbolos da cidade. Os anos de 1567 e 1575 registam a fundação do mosteiro de Clarissas de Santo André e a decisão de se erguer uma torre sineira na Matriz respectivamente, que só teve lugar em 1624.
Por volta de 1580, o bispo D. Pedro de Castilho criou a freguesia de Santa Clara no limite ocidental da cidade, tendo como paroquial a igreja de São Ma- teus, pertencente aos capitães da ilha. Com a criação desta nova freguesia, ficou completo o conjunto de paróquias em que se divide a cidade desde então, cujo concelho regista em 1591 mais de dois mil e setecentos fogos, correspondendo a uns dez mil habitantes e em 1770 aproximadamente 30 000, destacando-se Ponta Delgada dos demais núcleos urbanos do arquipélago, ostentando casas nobres e quintas em seu redor.
A 1 de Março de 1821 alguns intelectuais e outros, conscientes da importância económica de S. Miguel e movidos pela ideia separatista para com a tutela não desejada da ilha Terceira e dos capitães generais, fizeram acontecer uma revolta da qual resultou um governo interino designado por Junta Governativa, logo reconhecido pelo poder central que acatou as reclamações apresentadas, e que mandou fazer em 1822 a divisão do arquipélago em três comarcas com governos independentes, geridos por um corregedor com poderes alargados.
No século XIX tornou-se pertinente a necessidade da construção dum porto artificial adequado a um grande movimento de navios, principal porta de entrada e saída de pessoas e bens da ilha, construção justificada por Antero de Quental que escreveu um artigo a respeito, intitulado “Necessidade de uma doca na Ilha de São Miguel”, publicado a 13 de abril de 1861 no Aurora dos Açores, sendo lançada, a primeira pedra para a sua construção, a 30 de setembro de 1862.
No século XX, um sismo de grande intensidade, a 1 de maio de 1937, às 20h, causou danos da freguesia de São Pedro até à das Feteiras.
Historial de Ponta Delgada
Inicialmente constituía-se em uma povoação de pescadores. Conheceu grande desenvolvimento, nomeadamente após o grande terramoto que arrasou a primitiva capital, Vila Franca do Campo (1522). Desse modo, foi alçada a vila e posteriormente a cidade, no reinado de João III de Portugal, por carta régia de 2 de abril de 1546, sendo a segunda (depois de Angra, sede de diocese) a ser criada no arquipélago.
Dela nos recorda o cronista:
"Esta cidade de Ponta Delgada é assim chamada por estar situada junto de uma ponta de pedra de biscouto, delgada e não grossa como outras da ilha, quasi raza com o mar, que depois, por se edificar mui perto d'ela uma ermida de Santa Clara, se chamou ponta de Santa Clara..." (Gaspar Frutuoso).
A história de Ponta Delgada tem início formal com a outorga do foro de vila em 1499, mercê esta objecto de posterior confirmação, em 1507. A autonomização do lugar com aquele nome, segundo a crónica de Gaspar Frutuoso, terá ficado a dever-se ao descontentamento dos "homens nobres e poderosos" que, morando em Ponta Delgada, eram obrigados a deslocar-se a Vila Franca do Campo em ocasiões solenes, o que representava uma diminuição do seu estado e honra. A partir de 1499, a recém-criada vila iniciou um processo de crescimento que culminou com a sua afirmação enquanto "cabeça" da ilha, face à perda de importância da primeira sede do poder, Vila Franca do Campo.
Em 1518, a fixação de uma das mais importantes estruturas da administração periférica da coroa em Ponta Delgada, a alfândega, mais do que a subversão de Vila Franca do Campo, ocorrida em 1522, assinalou o ponto final na pretensão da primeira vila da ilha recuperar a anterior posição. Entre julho de 1523 e maio de 1531, Ponta Delgada foi atingida pela peste de forma violenta, o que obrigou ao seu isolamento. Após a crise, os moradores, agradecidos, decidiram tomar São Sebastião como seu patrono, ampliando e enriquecendo a respectiva igreja e D. João III, por alvará de mercê de 22 de agosto de 1532, ordenou ao rendeiro das rendas das ilhas açorianas que, dos réditos arrecadados, desse 400 cruzados para ajuda das obras da igreja de São Sebastião durante quatro anos. O alvará de 29 de agosto do mesmo ano reforçou esta mercê, concedendo à vila a imposição dos vinhos por um prazo de doze anos para custear as obras com a igreja, a fonte e o peitoril.
Em termos do crescimento urbano, a célebre expressão de Gaspar Frutuoso resume bem o que terá sido a dinâmica de Ponta Delgada até ao final do século XVI: "primeiro foi solitário ermo, saudoso lugar e pobre aldeia, e depois pequena vila, a que agora é grande, rica, forte e tão afamada cidade". Este crescimento demográfico, sinal evidente do desenvolvimento urbano, bem como o papel do porto no apoio às naus da Índia, estiveram na base da mercê de D. João III, o qual, por carta de 2 de Abril de 1546, concedeu a Ponta Delgada o foro de cidade. O alvará de 13 de maio do mesmo ano reforçou a nova situação: os escrivães da câmara poderiam, de ora em diante, fazer um sinal público nos documentos que à mesma dissessem respeito.
A malha urbana quinhentista definiu os eixos estruturantes que sobreviveram até à contemporaneidade, crescendo o núcleo urbano ao longo da costa entre a Calheta de Pêro de Teive, no seu extremo oriental, e o espaço popularmente conhecido como Campo de São Francisco, no limite ocidental, onde se ergue o Mosteiro de Nossa Senhora da Esperança, inaugurado com nove Clarissas em 1541.
A ligar as duas áreas limítrofes da cidade existiam dois eixos longitudinais, um dos quais se pode considerar uma "rua Direita" interior. O pólo organizador do núcleo urbano era a praça, em forma de L e aberta para o mar, onde se localizavam a Matriz, a câmara, o pelourinho, sobre o porto de duplo cais, a casa da alfândega e, desde 1783, as Portas da Cidade.
Se D. João III não concedeu a Ponta Delgada os privilégios que prometera na carta de elevação a cidade, em 1554, a criação do ofício de juiz de fora colocou a cidade num plano único a nível do arquipélago, equiparando-a ao reduzido número de concelhos que tinham como magistrado judicial um oficial de carreira. No início dos anos de 1550, na sequência de ataques de corsários a Ponta Delgada, D. João III decidiu construir uma fortaleza que defendesse a cidade, o forte de São Brás, de plano em estrela e figurino italianizante, construído sobre a praia, num dos extremos da cidade, entre 1552 1553 e o início dos anos de 1580. Mas, apesar do prestígio da elite local e da riqueza do concelho, os rendimentos da câmara não eram muitos e os custos com as obras da fortaleza foram sentidos pela população em geral. Assim, em 1565, foi concedido à cidade que o direito da imposição, em vigor desde 1532 e desviado do fim inicial para suportar as despesas com a obra do forte, lhe pertenceria a partir dessa data, sendo os respectivos rendimentos aplicados apenas em igrejas e fontes. Apesar de alguns conflitos que surgiram durante a construção da fortaleza, esta ficou como um dos principais símbolos da cidade. Datam também deste período a fundação do mosteiro de Clarissas de Santo André (1567) e a decisão de se erguer uma torre sineira na Matriz (1575), que teria lugar somente em 1624. Cerca de 1580, o bispo D. Pedro de Castilho criou a freguesia de Santa Clara no limite ocidental da cidade, tendo como paroquial a igreja de São Mateus, pertencente aos capitães da ilha. Com a criação desta nova freguesia, uma zona suburbana ainda na segunda metade do século XVII, ficou completo o conjunto de paróquias em que se divide a cidade desde então.
No período da União Ibérica, e talvez como forma de manifestar o seu apreço pela adesão de Ponta Delgada e da ilha de São Miguel à sua causa, Filipe II outorgou à cidade os privilégios e as liberdades dos cidadãos do Porto, por carta de 12 de dezembro de 1582. No ano seguinte, a carta régia de 17 de junho concedeu a Rui Gonçalves da Câmara, capitão de São Miguel, o título de conde de Vila Franca, título que beneficiava a casa dos Câmaras, mas também enobrecia a cidade, cujo concelho tinha mais de dois mil e setecentos fogos em 1591, o que corresponderia a uns dez mil habitantes.
Na viragem de Quinhentos para Seiscentos, numa conjuntura de dinâmica económica associada ao comércio do pastel, que levou à fixação na cidade de vários mercadores, alguns dos quais de origem inglesa, devemos destacar a substituição do antigo edifício do senado pela "câmara nova" o actual edifício, local das reuniões e centro do poder local até ao século XIX, que sofreu graves danos na sequência do sismo de 16 de Abril de 1852; a instituição do convento de São João, em 1595; e a instalação de duas ordens religiosas na cidade: em 1591, os Jesuítas, embora as suas casas de morada e a igreja fossem inauguradas somente em Fevereiro de 1593; e, em 1606, os frades da Ordem de Santo Agostinho, que se mudariam para o convento de Nossa Senhora da Graça em 1618.
No século XVII, merecem ser lembrados os motins anti-fiscais de 1637-1638 e os "motins da fome" de 1643, 1647 e 1695, que mobilizaram população do termo do concelho; os sismos de 1638, 1652 e 1682; e o surto de peste de 1673.
Os sismos e a peste não tiveram consequências nefastas para o crescimento demográfico e, no final de Seiscentos, cidade e termo teriam cerca de 45% da população da ilha. O aumento populacional teve correspondência na criação de novas jurisdições eclesiásticas (curatos) e na orgânica das companhias de ordenanças. Em 1770, o concelho de Ponta Delgada, o mais populoso da ilha, tinha pouco menos de 30 000 habitantes (28.512) e, no quadro da modesta geografia urbana de São Miguel, Ponta Delgada destacava-se dos demais núcleos urbanos.
No tocante a símbolos do poder, refiramos que, em 1724, na vereação de 12 de fevereiro, foi decidido construir uma torre junto ao edifício da câmara, pois a torre da Matriz, onde estava o relógio, estava arruinada e iria ser demolida. A dinâmica urbanística do período abrangeu a construção ou readaptação de muitas casas nobres na cidade e de quintas em redor da urbe ou no hinterland rural do concelho e, no final do século, os saldos positivos do orçamento camarário em 1799 e 1800 sugerem que a administração municipal procurava combater eventuais excessos do passado. No início de Oitocentos, um dos efeitos mais visíveis da instalação da Corte no Rio de Janeiro traduziu-se na indefinição do estatuto das ilhas, observável nos anos seguintes. Todavia, em Ponta Delgada, as ondas de choque não parecem ter tido o efeito que tiveram em Angra, sede da Capitania Geral, criada em 1766. No entanto, tudo seria diferente após os eventos de 1820. Com efeito, a 1 de março de 1821, eclodiu uma revolta em Ponta Delgada, o governador da ilha foi preso e, como resultado desta movimentação, constituiu-se um governo interino, a Junta Governativa. Ponta Delgada entrava numa nova fase da sua história, que aceleraria nos anos seguintes. Durante o Liberalismo, merece referência o facto de a delimitação territorial herdada do passado apenas ter sido alterada durante um período de cerca de 12 anos. A 23 de Julho de 1839, o lugar de Capelas foi elevado à condição de vila e tornou se autónomo de Ponta Delgada. No entanto, em 1854, o novo concelho foi extinto, pois a sua reduzida dimensão não lhe assegurava a necessária viabilidade económica.
A historiografia celebra o século XIX como a época áurea da cidade de Ponta Delgada e da ilha de S. Miguel, pela prosperidade económica, graças à exportação de citrinos para o Reino Unido, e pelo cosmopolitismo, graças à fixação de numerosos comerciantes estrangeiros, nomeadamente de inúmeras famílias judaicas, a partir de 1818. A imitação do gosto inglês ficou, então, patente na plantação de jardins ao gosto romântico - como os de António Borges, José do Canto, Jácome Correia e Visconde Porto Formoso (actual Universidade dos Açores) -, na construção de belíssimos palacetes e no "embelezamento" progressivo da urbe, com a proibição da deambulação de animais nas ruas, a abertura de novas ruas, a localização do cemitério público no extremo Norte da cidade e a periferização dos mercados do peixe, do gado e das frutas.
Graças à importância da actividade mercantil, Ponta Delgada era, então, considerada a terceira cidade do país, em riqueza e em número de habitantes. Recorde-se, por exemplo, a surpresa do poeta Bulhão Pato, traduzida nas suas Cartas, com a extraordinária riqueza dos proprietários das quintas de laranja - os gentlemen farmers - senhores da terra e da especulação do solo urbano, exportadores de laranja e de milho, banqueiros e usurários, industriais e armadores - que faziam do investimento emblemático e simbólico do espaço, uma forma privilegiada de afirmação económica e de estratégia de reprodução social. Uma questão herdada do passado e que reemergiu no século XIX foi a do porto da cidade, principal porta de entrada e saída de pessoas e bens da ilha. Ponta Delgada carecia das condições naturais de Angra, tornando-se evidente a necessidade de construção de um porto artificial adequado a um grande movimento de navios. Os textos relativos a esta matéria multiplicaram-se e até Antero de Quental escreveu um artigo a este respeito, intitulado "Necessidade de uma doca na Ilha de São Miguel", publicado a 13 de abril de 1861 no Aurora dos Açores. E foi neste mesmo ano, a 30 de setembro, que se lançou a primeira pedra para a construção do porto artificial de Ponta Delgada, arrastando-se as obras até 1942.
No início do século XX, Ponta Delgada ainda se encontrava em oitava posição no seio do universo urbano português. No decurso das últimas décadas, porém, o crescimento urbano em Portugal, por força da acelerada industrialização e da perda de importância da economia rural - à semelhança do se tinha verificado no mundo desenvolvido, desde os inícios de oitocentos -, veio contribuir para que não só crescesse o número de cidades, como aumentasse a população urbanizada a nível nacional, e, nesse sentido, Ponta Delgada, tomando por base o critério do número de habitantes, com os seus menos de cinquenta mil habitantes, foi "atirada" para o ranking das pequenas cidades portuguesas.
Ponta Delgada, contudo, nunca deixou de ser a primeira do arquipélago pela riqueza gerada, pelo número dos seus habitantes, pelo seu inestimável património, pela sua importância cultural e pelo seu cosmopolitismo.
Nos princípios da década de 1990, a cidade foi o centro de um importante movimento cultural baseado principalmente na música rock, no âmbito do qual foram criadas várias bandas, destacando-se a Passos Pesados, cujo primeiro concerto foi na discoteca Cheers, em 2 de fevereiro de 1991.

## População
| Número de habitantes                     | Número de habitantes | Número de habitantes | Número de habitantes | Número de habitantes | Número de habitantes | Número de habitantes | Número de habitantes | Número de habitantes | Número de habitantes | Número de habitantes | Número de habitantes | Número de habitantes | Número de habitantes | Número de habitantes | Número de habitantes |
| ---------------------------------------- | -------------------- | -------------------- | -------------------- | -------------------- | -------------------- | -------------------- | -------------------- | -------------------- | -------------------- | -------------------- | -------------------- | -------------------- | -------------------- | -------------------- | -------------------- |
| 1864                                     | 1878                 | 1890                 | 1900                 | 1911                 | 1920                 | 1930                 | 1940                 | 1950                 | 1960                 | 1970                 | 1981                 | 1991                 | 2001                 | 2011                 | 2021                 |
| 45 343                                   | 51 648               | 50 585               | 52 120               | 49 866               | 46 942               | 54 790               | 64 405               | 72 749               | 74 306               | 67 975               | 63 804               | 61 989               | 65 854               | 68 809               | 67 229               |
| Número de habitantes por Grupo Etário ** |                      |                      |                      |                      |                      |                      |                      |                      |                      |                      |                      |                      |                      |                      |                      |
|                                          |                      |                      | 1900                 | 1911                 | 1920                 | 1930                 | 1940                 | 1950                 | 1960                 | 1970                 | 1981                 | 1991                 | 2001                 | 2011                 | 2021                 |
| 0-14 Anos                                | 0-14 Anos            | 0-14 Anos            | 17 272               | 16 657               | 15 769               | 18 368               | 21 085               | 23 020               | 25 747               | 24 310               | S/ dados             | 17 124               | 14 532               | 12 429               | 9 630                |
| 15-24 Anos                               | 15-24 Anos           | 15-24 Anos           | 9 072                | 8 849                | 8 209                | 10 386               | 13 149               | 13 931               | 12 286               | 11 835               | S/ dados             | 11 541               | 11 804               | 9 954                | 8 280                |
| 25-64 Anos                               | 25-64 Anos           | 25-64 Anos           | 22 089               | 20 999               | 19 416               | 22 264               | 26 372               | 31 606               | 32 044               | 26 890               | S/ dados             | 27 174               | 32 408               | 38 626               | 39 217               |
| = ou > 65 Anos                           | = ou > 65 Anos       | = ou > 65 Anos       | 3 575                | 3 483                | 3 508                | 3 451                | 3 911                | 4 074                | 4 229                | 4 940                | S/ dados             | 6 150                | 7 110                | 7 800                | 10 102               |

- Número de habitantes "residentes", ou seja, que tinham a residência oficial neste concelho à data em que os censos se realizaram.
  - De 1900 a 1950 os dados referem-se à população "de facto", ou seja, que estava presente no concelho à data em que os censos se realizaram. Daí que se registem algumas diferenças relativamente à designada população residente

## Geografia
As belezas naturais mais relevantes deste belo concelho são a Lagoa das Sete Cidades, a Reserva Florestal de Recreio do Pinhal da Paz, a Gruta do Carvão, com um centro interpretativo, permite uma visita guiada por esta gruta que passa, em parte, por baixo da cidade de Ponta Delgada, o ilhéu de São Roque, os ilhéus dos Mosteiros, a zona balnear da Ferraria, entre outros. É ainda importante salientar o whalewatching, o mergulho subaquático e os diversos trilhos pedestre pela natureza.
Uma manifestação religiosa desta ilha são os Romeiros. Por altura da Quaresma, grupos de algumas dezenas de homens percorrem a ilha a pé, durante oito dias, rezando e cantando em todas as igrejas e ermidas que se deparam pelo caminho.

### Clima
Como o restante arquipélago, o clima de Ponta Delgada é o temperado marítimo (Cfb segundo o sistema de classificação climática de Köppen-Geiger). O Oceano Atlântico e a Corrente do Golfo funcionam como moderadores da temperatura - a maritimidade - conferindo à cidade, à ilha de São Miguel, e aos Açores em geral uma pequena amplitude térmica. A precipitação distribui-se regularmente ao longo do ano, embora seja mais abundante na estação fresca.
No inverno, também como no restante arquipélago, é assolada por fortes ventos que sopram predominantemente de sudoeste, enquanto que no verão se deslocam para o quadrante norte. O céu apresenta-se geralmente com nebulosidade, o que causa insolação variável.
| Valores climáticos para Ponta Delgada, Açores, Portugal            | Valores climáticos para Ponta Delgada, Açores, Portugal | Valores climáticos para Ponta Delgada, Açores, Portugal | Valores climáticos para Ponta Delgada, Açores, Portugal | Valores climáticos para Ponta Delgada, Açores, Portugal | Valores climáticos para Ponta Delgada, Açores, Portugal | Valores climáticos para Ponta Delgada, Açores, Portugal | Valores climáticos para Ponta Delgada, Açores, Portugal | Valores climáticos para Ponta Delgada, Açores, Portugal | Valores climáticos para Ponta Delgada, Açores, Portugal | Valores climáticos para Ponta Delgada, Açores, Portugal | Valores climáticos para Ponta Delgada, Açores, Portugal | Valores climáticos para Ponta Delgada, Açores, Portugal | Valores climáticos para Ponta Delgada, Açores, Portugal |
| Mês                                                                | Jan                                                     | Fev                                                     | Mar                                                     | Abr                                                     | Mai                                                     | Jun                                                     | Jul                                                     | Ago                                                     | Set                                                     | Out                                                     | Nov                                                     | Dez                                                     | Ano                                                     |
| ------------------------------------------------------------------ | ------------------------------------------------------- | ------------------------------------------------------- | ------------------------------------------------------- | ------------------------------------------------------- | ------------------------------------------------------- | ------------------------------------------------------- | ------------------------------------------------------- | ------------------------------------------------------- | ------------------------------------------------------- | ------------------------------------------------------- | ------------------------------------------------------- | ------------------------------------------------------- | ------------------------------------------------------- |
| Média da temperatura máxima °C (°F)                                | 17.0 (63)                                               | 16.8 (62)                                               | 17.3 (63)                                               | 18.1 (65)                                               | 19.7 (67)                                               | 21.8 (71)                                               | 24.3 (76)                                               | 25.6 (78)                                               | 24.7 (76)                                               | 22.1 (72)                                               | 19.6 (67)                                               | 17.9 (64)                                               | 20,4 (69)                                               |
| Temperatura média diária °C (°F)                                   | 14.3 (58)                                               | 13.9 (57)                                               | 14.5 (58)                                               | 15.1 (59)                                               | 16.5 (62)                                               | 18.6 (65)                                               | 20.8 (69)                                               | 22.0 (72)                                               | 21.3 (70)                                               | 19.0 (66)                                               | 16.8 (62)                                               | 15.3 (60)                                               | 17,3 (63)                                               |
| Média da temperatura mínima °C (°F)                                | 11.6 (53)                                               | 11.0 (52)                                               | 11.6 (53)                                               | 12.1 (54)                                               | 13.3 (56)                                               | 15.4 (60)                                               | 17.2 (63)                                               | 18.4 (65)                                               | 17.8 (64)                                               | 15.9 (61)                                               | 13.9 (57)                                               | 12.6 (55)                                               | 14,2 (58)                                               |
| Precipitação mm (polegadas)                                        | 133.4 (5.25)                                            | 107.3 (4.22)                                            | 100.4 (3.95)                                            | 72.0 (2.83)                                             | 53.1 (2.09)                                             | 36.7 (1.44)                                             | 29.5 (1.16)                                             | 38.4 (1.51)                                             | 86.4 (3.4)                                              | 112.6 (4.43)                                            | 130.5 (5.14)                                            | 126.8 (4.99)                                            | 1 027,1 (40,44)                                         |
| Média dias de precipitação                                         | 22                                                      | 19                                                      | 18                                                      | 17                                                      | 15                                                      | 14                                                      | 13                                                      | 11                                                      | 16                                                      | 18                                                      | 20                                                      | 21                                                      | 204                                                     |
| Fonte: Organização Meteorológica Mundial (ONU) 21 de Abril de 2010 |                                                         |                                                         |                                                         |                                                         |                                                         |                                                         |                                                         |                                                         |                                                         |                                                         |                                                         |                                                         |                                                         |

### Freguesias
| Nome                                  | Nº de habitantes (2011) | Heráldica |
| ------------------------------------- | ----------------------- | --------- |
| Ajuda da Bretanha                     | 661                     |           |
| Arrifes                               | 7 086                   |           |
| Candelária                            | 1 079                   |           |
| Capelas                               | 4 080                   |           |
| Covoada                               | 1 341                   |           |
| Fajã de Baixo                         | 5 050                   |           |
| Fajã de Cima                          | 3 438                   |           |
| Fenais da Luz                         | 2 009                   |           |
| Feteiras                              | 1 571                   |           |
| Ginetes                               | 1 378                   |           |
| Livramento                            | 4 062                   |           |
| Mosteiros                             | 1 123                   |           |
| Pilar da Bretanha                     | 624                     |           |
| Relva                                 | 3 006                   |           |
| Remédios                              | 931                     |           |
| Santa Bárbara                         | 855                     |           |
| Santa Clara                           | 2 971                   |           |
| Santo António                         | 1 829                   |           |
| São José                              | 5 934                   |           |
| São Pedro                             | 7 942                   |           |
| São Roque                             | 4 932                   |           |
| São Sebastião (anteriormente, Matriz) | 3 953                   |           |
| São Vicente Ferreira                  | 2 361                   |           |
| Sete Cidades                          | 793                     |           |

## Política

### Eleições autárquicas

#### Câmara Municipal
| Data | %     | V     | %                  | V                  | %      | V      | %                  | V                  | %                  | V                  | %      | V      | %      | V      | %     | V   | %                  | V                  | %                  | V                  | %   | V   | %   | V   | %   | V   | % | V | %  | V  | %  | V  |  |
| Data | PSD   | PSD   | PS                 | PS                 | CDS-PP | CDS-PP | APU/CDU            | APU/CDU            | PCTP/MRPP          | PCTP/MRPP          | UDP/BE | UDP/BE | PRD    | PRD    | PDC   | PDC | PS-CDS             | PS-CDS             | PS-PCP-PEV-UDP-PDA | PS-PCP-PEV-UDP-PDA | PDA | PDA | PAN | PAN | PPM | PPM | L | L | IL | IL | CH | CH |  |
| ---- | ----- | ----- | ------------------ | ------------------ | ------ | ------ | ------------------ | ------------------ | ------------------ | ------------------ | ------ | ------ | ------ | ------ | ----- | --- | ------------------ | ------------------ | ------------------ | ------------------ | --- | --- | --- | --- | --- | --- | - | - | -- | -- | -- | -- |  |
| Data | 1976  | 55,03 | 5                  | 30,58              | 2      | 8,36   | -                  | 1,64               | -                  |                    |        |        |        |        |       |     |                    |                    |                    |                    |     |     |     |     |     |     |   |   |    |    |    |    |  |
| 1979 | 63,52 | 6     | 20,60              | 1                  | 7,11   | -      | 3,61               | -                  | 1,08               | -                  |        |        |        |        |       |     |                    |                    |                    |                    |     |     |     |     |     |     |   |   |    |    |    |    |  |
| 1982 | 49,58 | 4     | 31,59              | 3                  | 9,35   | -      | 3,76               | -                  |                    |                    | 1,53   | -      |        |        |       |     |                    |                    |                    |                    |     |     |     |     |     |     |   |   |    |    |    |    |  |
| 1985 | 58,73 | 5     | 12,69              | 1                  |        |        | 4,78               | -                  | 0,94               | -                  | 0,68   | -      | 16,77  | 1      | 1,42  | -   |                    |                    |                    |                    |     |     |     |     |     |     |   |   |    |    |    |    |  |
| 1989 | 43,99 | 3     | PS-CDS             | PS-CDS             | PS-CDS | PS-CDS | 3,25               | -                  |                    |                    | 1,46   | -      |        |        |       |     | 48,76              | 4                  |                    |                    |     |     |     |     |     |     |   |   |    |    |    |    |  |
| 1993 | 51,98 | 5     | PS-PCP-PEV-UDP-PDA | PS-PCP-PEV-UDP-PDA | 3,33   | -      | PS-PCP-PEV-UDP-PDA | PS-PCP-PEV-UDP-PDA | PS-PCP-PEV-UDP-PDA | PS-PCP-PEV-UDP-PDA | 0,86   | -      |        |        | 41,01 | 4   | PS-PCP-PEV-UDP-PDA | PS-PCP-PEV-UDP-PDA |                    |                    |     |     |     |     |     |     |   |   |    |    |    |    |  |
| 1997 | 49,57 | 5     | 38,29              | 4                  | 2,76   | -      | 3,21               | -                  | 0,58               | -                  | 0,62   | -      |        |        | 2,65  | -   |                    |                    |                    |                    |     |     |     |     |     |     |   |   |    |    |    |    |  |
| 2001 | 50,66 | 5     | 39,93              | 4                  | 2,44   | -      | 3,91               | -                  | 0,92               | -                  |        |        |        |        |       |     |                    |                    |                    |                    |     |     |     |     |     |     |   |   |    |    |    |    |  |
| 2005 | 67,19 | 7     | 25,16              | 2                  | 1,44   | -      | 1,94               | -                  | 1,99               | -                  |        |        |        |        |       |     |                    |                    |                    |                    |     |     |     |     |     |     |   |   |    |    |    |    |  |
| 2009 | 60,69 | 1     | 31,02              | 3                  | 2,76   | -      | 1,67               | -                  | 2,09               | -                  |        |        |        |        |       |     |                    |                    |                    |                    |     |     |     |     |     |     |   |   |    |    |    |    |  |
| 2013 | 49,81 | 5     | 41,84              | 4                  | 0,85   | -      | 2,09               | -                  | 2,15               | -                  |        |        |        |        |       |     |                    |                    |                    |                    |     |     |     |     |     |     |   |   |    |    |    |    |  |
| 2017 | 51,28 | 5     | 39,11              | 4                  | 0,95   | -      | 1,05               | -                  | 2,06               | -                  | 1,80   | -      | CDS-PP | CDS-PP | 0,92  | -   |                    |                    |                    |                    |     |     |     |     |     |     |   |   |    |    |    |    |  |
| 2021 | 48,76 | 5     | 37,33              | 4                  |        |        | 1,19               | -                  | 2,74               | -                  | 2,03   | -      |        |        |       |     | 2,71               | -                  | 1,92               | -                  |     |     |     |     |     |     |   |   |    |    |    |    |  |

#### Assembleia Municipal
| Data | %     | V     | %                  | V                  | %      | V      | %                  | V                  | %                  | V                  | %      | V      | %                  | V                  | %                  | V                  | %    | V   | %   | V   | %  | V  | %  | V  |  |
| Data | PSD   | PSD   | PS                 | PS                 | CDS-PP | CDS-PP | APU/CDU            | APU/CDU            | UDP/BE             | UDP/BE             | PS-CDS | PS-CDS | PS-PCP-PEV-UDP-PDA | PS-PCP-PEV-UDP-PDA | PDA                | PDA                | PAN  | PAN | PPM | PPM | IL | IL | CH | CH |  |
| ---- | ----- | ----- | ------------------ | ------------------ | ------ | ------ | ------------------ | ------------------ | ------------------ | ------------------ | ------ | ------ | ------------------ | ------------------ | ------------------ | ------------------ | ---- | --- | --- | --- | -- | -- | -- | -- |  |
| Data | 1976  | 61,64 | 10                 | 30,58              | 4      | 3,43   | -                  | 3,14               | -                  |                    |        |        |                    |                    |                    |                    |      |     |     |     |    |    |    |    |  |
| 1979 | 64,06 | 6     | 20,57              | 7                  | 7,29   | 2      | 3,87               | 1                  |                    |                    |        |        |                    |                    |                    |                    |      |     |     |     |    |    |    |    |  |
| 1982 | 51,28 | 20    | 29,61              | 11                 | 9,28   | 3      | 3,97               | 1                  | 1,58               | -                  |        |        |                    |                    |                    |                    |      |     |     |     |    |    |    |    |  |
| 1985 | 59,52 | 13    | 21,49              | 5                  | 7,61   | 1      | 8,91               | 2                  |                    |                    |        |        |                    |                    |                    |                    |      |     |     |     |    |    |    |    |  |
| 1989 | 45,15 | 12    | PS-CDS             | PS-CDS             | PS-CDS | PS-CDS | 3,75               | -                  | 1,41               | -                  | 43,24  | 11     | 3,75               | -                  |                    |                    |      |     |     |     |    |    |    |    |  |
| 1993 | 51,94 | 15    | PS-PCP-PEV-UDP-PDA | PS-PCP-PEV-UDP-PDA | 4,92   | 1      | PS-PCP-PEV-UDP-PDA | PS-PCP-PEV-UDP-PDA | PS-PCP-PEV-UDP-PDA | PS-PCP-PEV-UDP-PDA |        |        | 39,97              | 10                 | PS-PCP-PEV-UDP-PDA | PS-PCP-PEV-UDP-PDA |      |     |     |     |    |    |    |    |  |
| 1997 | 47,33 | 14    | 39,18              | 11                 | 3,84   | 1      | 3,51               | 1                  | 0,78               | -                  |        |        | 2,69               | -                  |                    |                    |      |     |     |     |    |    |    |    |  |
| 2001 | 48,05 | 14    | 40,15              | 12                 | 2,89   | -      | 4,96               | 1                  | 1,55               | -                  |        |        |                    |                    |                    |                    |      |     |     |     |    |    |    |    |  |
| 2005 | 59,69 | 18    | 29,92              | 8                  | 2,01   | -      | 2,53               | -                  | 3,29               | 1                  |        |        |                    |                    |                    |                    |      |     |     |     |    |    |    |    |  |
| 2009 | 52,50 | 15    | 35,06              | 10                 | 4,39   | 1      | 2,21               | -                  | 3,81               | 1                  |        |        |                    |                    |                    |                    |      |     |     |     |    |    |    |    |  |
| 2013 | 44,62 | 13    | 43,15              | 13                 | 1,51   | -      | 2,80               | -                  | 3,72               | 1                  |        |        |                    |                    |                    |                    |      |     |     |     |    |    |    |    |  |
| 2017 | 45,94 | 14    | 41,45              | 12                 | 1,44   | -      | 1,58               | -                  | 3,54               | 1                  | 2,78   | -      | CDS-PP             | CDS-PP             |                    |                    |      |     |     |     |    |    |    |    |  |
| 2021 | 46,08 | 14    | 37,21              | 11                 |        |        | 1,40               | -                  | 3,26               | 1                  | 2,55   | -      |                    |                    | 3,51               | 1                  | 2,49 | -   |     |     |    |    |    |    |  |

### Eleições legislativas regionais
| Data | %     | %     | %      | %    | %       | %    | %     | %    | %    | %  | %   | %  | %  |  |
| Data | PSD   | PS    | CDS-PP | PCP  | APU/CDU | UDP  | AD-A  | PPM  | BE   | CA | PAN | CH | IL |  |
| ---- | ----- | ----- | ------ | ---- | ------- | ---- | ----- | ---- | ---- | -- | --- | -- | -- |  |
| Data | 1976  | 45,01 | 39,47  | 8,26 | 3,57    |      |       |      |      |    |     |    |    |  |
| 1980 | 58,72 | 23,53 | 2,46   |      | 4,05    | 1,70 |       |      |      |    |     |    |    |  |
| 1984 | 61,48 | 18,07 | 2,62   | 8,17 | 1,05    |      |       |      |      |    |     |    |    |  |
| 1988 | 48,30 | 33,86 | 3,67   | 5,40 | 0,73    |      |       |      |      |    |     |    |    |  |
| 1992 | 57,08 | 35,21 | AD-A   | 3,07 |         | 1,07 | AD-A  |      |      |    |     |    |    |  |
| 1996 | 36,64 | 48,70 | 6,51   | 5,00 | 1,06    |      |       |      |      |    |     |    |    |  |
| 2000 | 29,84 | 52,21 | 8,56   | 4,12 |         | 1,75 |       |      |      |    |     |    |    |  |
| 2004 | CA    | 59,70 | CA     | 1,97 | 0,29    | 1,22 | 33,97 |      |      |    |     |    |    |  |
| 2008 | 29,71 | 49,00 | 5,70   | 4,18 | 0,39    | 5,19 |       |      |      |    |     |    |    |  |
| 2012 | 35,11 | 48,61 | 2,44   | 1,97 |         | 2,71 | 1,22  |      |      |    |     |    |    |  |
| 2016 | 27,50 | 48,85 | 3,26   | 2,07 | 1,46    | 5,34 | 2,67  |      |      |    |     |    |    |  |
| 2020 | 37,25 | 35,95 | 1,85   | 1,13 | 2,21    | 5,26 | 2,81  | 5,12 | 3,56 |    |     |    |    |  |

### Eleições legislativas nacionais
| Data | %     | %     | %     | %     | %     | %       | %    | %     | %    | %     | % | %  | %  | %  |  |
| Data | PS    | PSD   | CDS   | PCP   | UDP   | APU/CDU | PRD  | BE    | PAN  | AA    | L | CH | IL | AD |  |
| ---- | ----- | ----- | ----- | ----- | ----- | ------- | ---- | ----- | ---- | ----- | - | -- | -- | -- |  |
| Data | 1976  | 40,57 | 39,76 | 12,75 | 1,84  |         |      |       |      |       |   |    |    |    |  |
| 1979 | 27,54 | 52,05 | 6,70  |       | 2,10  | 4,25    |      |       |      |       |   |    |    |    |  |
| 1980 | 23,98 | 58,70 | 2,82  | 1,39  | 4,00  |         |      |       |      |       |   |    |    |    |  |
| 1983 | 29,48 | 53,10 | 3,78  | 0,68  | 4,69  |         |      |       |      |       |   |    |    |    |  |
| 1985 | 12,89 | 46,83 | 4,64  | 1,06  | 6,08  | 23,47   |      |       |      |       |   |    |    |    |  |
| 1987 | 16,02 | 68,17 | 2,44  | 0,62  | 3,08  | 5,19    |      |       |      |       |   |    |    |    |  |
| 1991 | 24,09 | 63,30 | 3,10  | 0,45  | 1,55  | 0,51    |      |       |      |       |   |    |    |    |  |
| 1995 | 37,79 | 44,47 | 10,93 | 0,50  | 1,91  |         |      |       |      |       |   |    |    |    |  |
| 1999 | 55,88 | 32,06 | 5,36  |       | 2,39  | 1,17    |      |       |      |       |   |    |    |    |  |
| 2002 | 39,72 | 45,64 | 8,35  | 1,65  | 1,91  |         |      |       |      |       |   |    |    |    |  |
| 2005 | 52,70 | 32,86 | 3,75  | 2,26  | 3,92  |         |      |       |      |       |   |    |    |    |  |
| 2009 | 35,44 | 35,59 | 11,74 | 2,64  | 9,30  |         |      |       |      |       |   |    |    |    |  |
| 2011 | 23,09 | 46,94 | 13,31 | 3,34  | 5,32  | 0,99    |      |       |      |       |   |    |    |    |  |
| 2015 | 38,31 | 35,89 | AA    | 3,03  | 10,28 | 1,33    | 2,41 | 0,47  |      |       |   |    |    |    |  |
| 2019 | 38,43 | 28,70 | 3,99  | 2,36  | 9,93  | 3,50    |      | 1,35  | 0,96 | 1,05  |   |    |    |    |  |
| 2022 | 39,68 | AD    | AD    | 1,55  | 5,62  | 1,98    | 1,43 | 6,85  | 6,08 | 31,93 |   |    |    |    |  |
| 2024 | 25,50 | AD    | AD    | 1,07  | 4,13  | 2,18    | 2,29 | 18,39 | 3,57 | 38,75 |   |    |    |    |  |

## Personalidades ilustres
- Marquês de Ponta Delgada

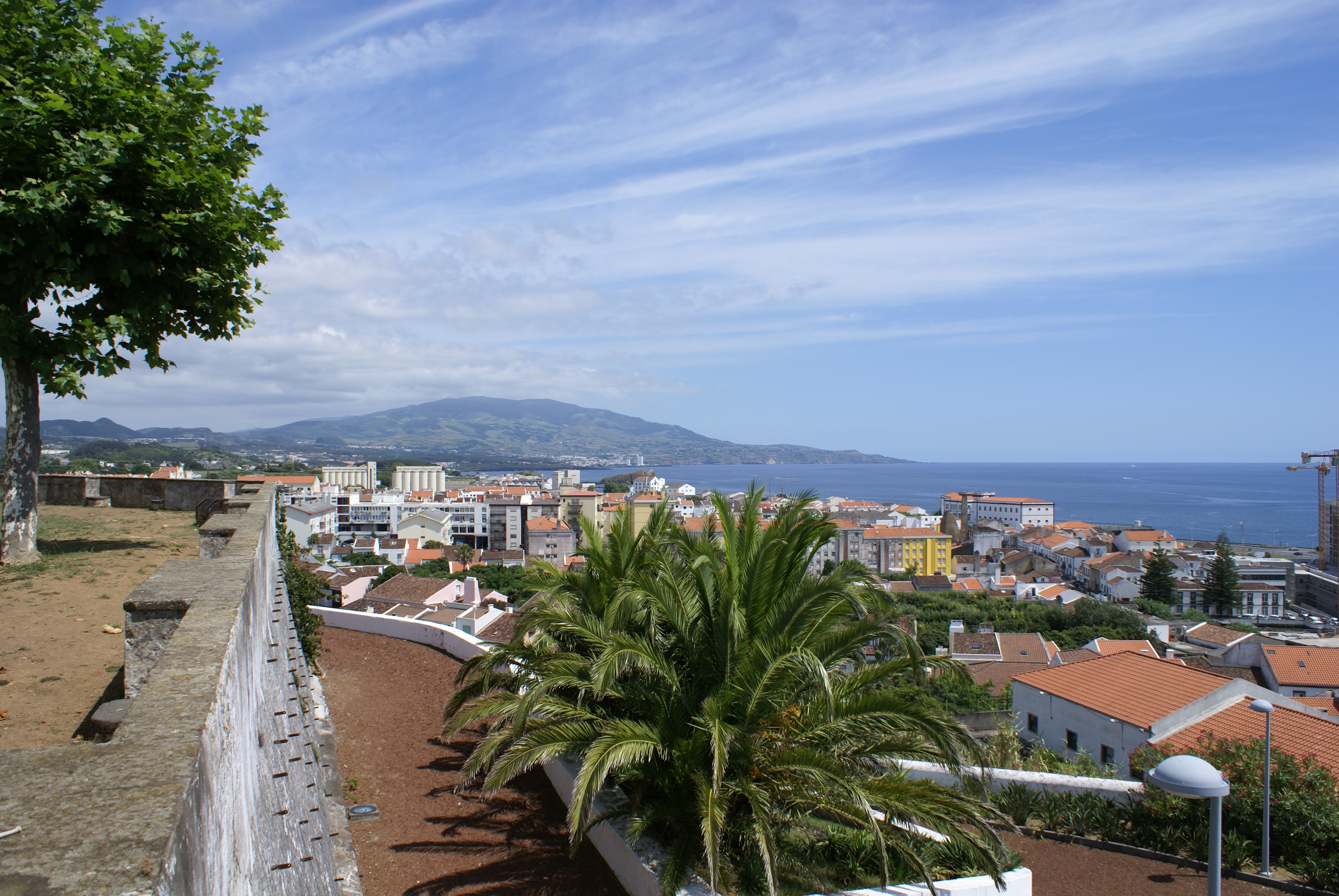
Ponta Delgada, vista do adro da Igreja da Mãe de Deus.

- António Feliciano de Castilho, 1.º Visconde de Castilho (28 de janeiro de 1800 em Lisboa - 18 de junho de 1875) - escritor romântico, viveu em Ponta Delgada de 1847 a 1850.
- Antero Tarquínio de Quental (18 de abril de 1842 - 11 de setembro de 1891) - poeta e filósofo.
- Joaquim Teófilo Braga (24 de fevereiro de 1843 - Lisboa, 28 de janeiro de 1924) - escritor e 2.º Presidente da República Portuguesa.
- Ernesto Hintze Ribeiro (1849-1907), presidente do Conselho de Ministros de Portugal
- Filomeno da Câmara de Melo Cabral
- Roberto Ivens (12 de junho de 1850 em São Pedro - 28 de janeiro de 1898, em Dafundo, Lisboa ) - oficial da Armada Portuguesa, administrador colonial e explorador do continente africano.
- João Bosco Soares da Mota Amaral (15 de abril de 1943 - ) - presidente do governo da Região Autónoma dos Açores (1976-1995), presidente da Assembleia da República (9ª legislatura).
- Pedro Miguel Carreiro Resendes (Pauleta)  (28 de abril de 1973 - ) - jogador da seleção portuguesa de futebol.
- Jaime José de Matos da Gama (8 de junho de 1947 - ) - político português, nascido na Fajã de Baixo, Ponta Delgada. Foi presidente da Assembleia da República, a segunda figura do Estado Português.
- Natália de Oliveira Correia (13 de setembro de 1923 na Fajã de Baixo, Ponta Delgada — 16 de março de 1993 em Lisboa) - intelectual e ativista social, autora de extensa e variada obra publicada, com predominância para a poesia. Deputada à Assembleia da República (1980-1991), interveio politicamente ao nível da cultura e do património, na defesa dos direitos humanos e dos direitos das mulheres. Autora da letra do Hino dos Açores.
- Madre Teresa da Anunciada, freira clarissa que se celebrizou como iniciadora da devoção ao Senhor Santo Cristo dos Milagres na cidade de Ponta Delgada.
- Berta Maria Correia de Almeida de Melo Cabral - Antiga Presidente da Câmara Municipal desta cidade, secretária de Estado adjunta e da Defesa Nacional e primeira mulher líder do PSD/Açores.
- Manuel Eugénio Machado Macedo (1922 - 2000) — cirurgião.
- André Bradford (1970 - 2019) — Jornalista e político do Partido Socialista.
- José Eduardo Moniz (1952) - Jornalista e atual Diretor Geral da TVI.
- Frederico Amaral (1985) - ator.

## Património

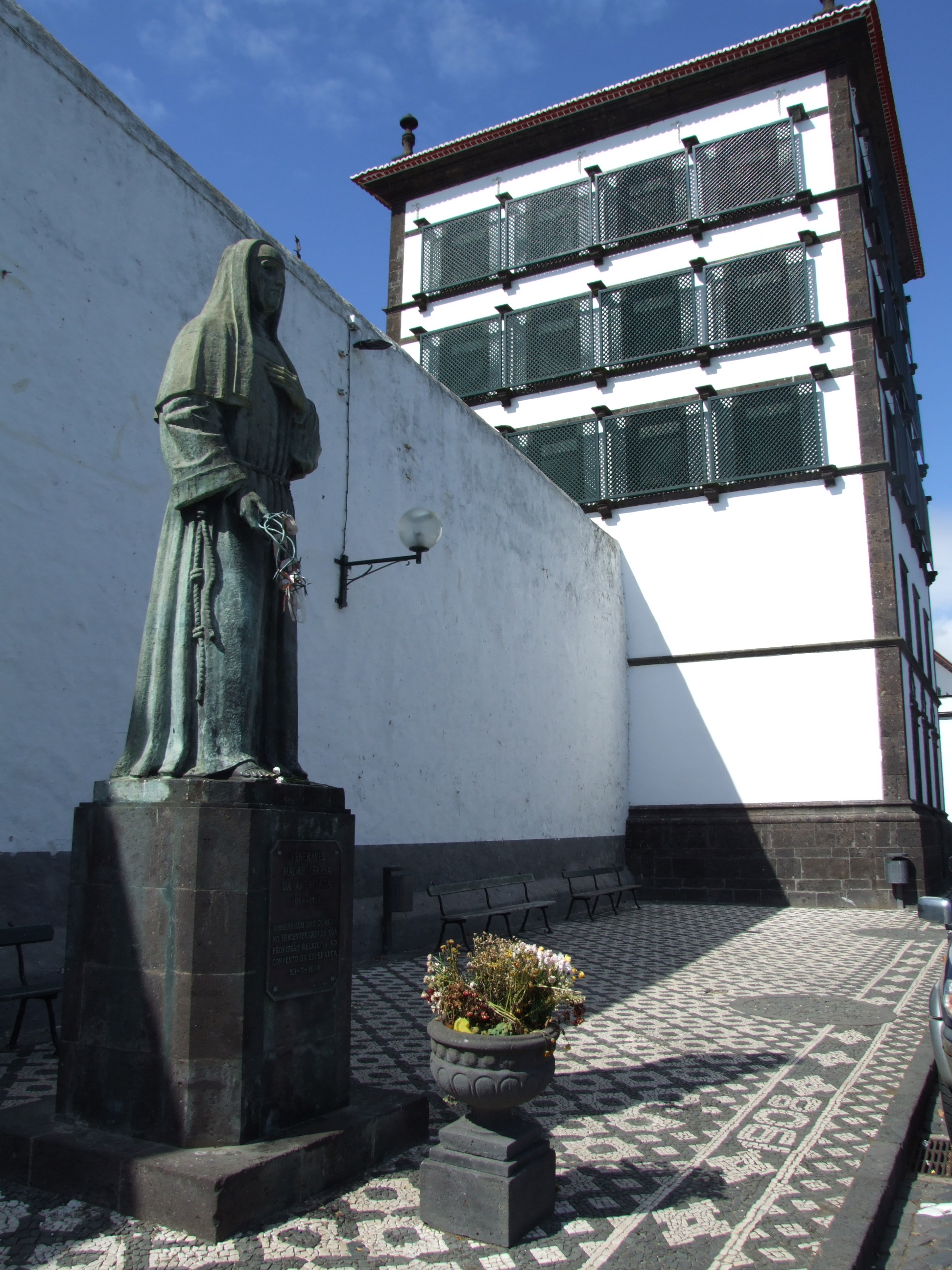
Estátua da Madre Teresa da Anunciada junto ao devotado Convento da Esperança.

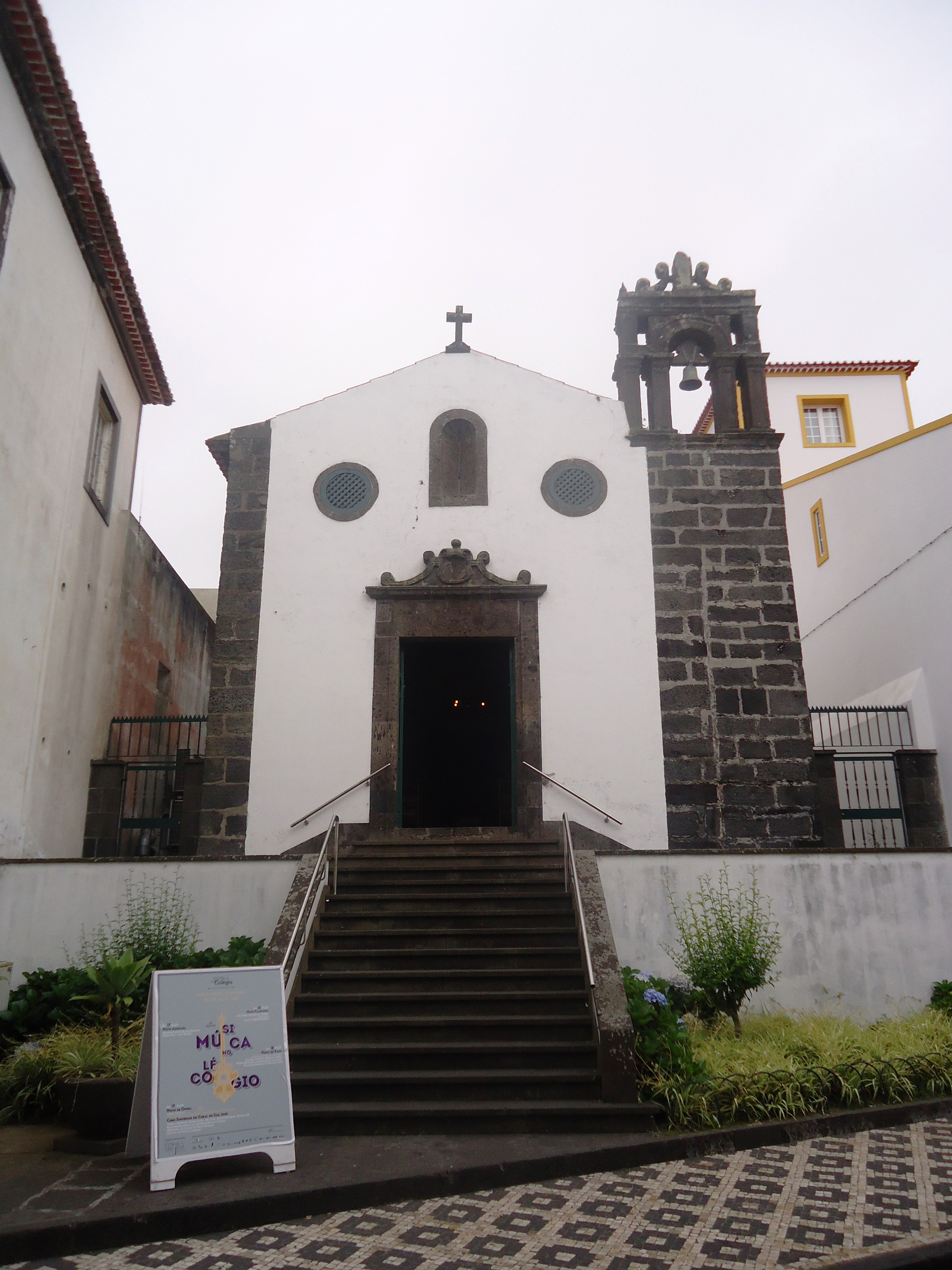
Ermida de São Brás

Em Ponta Delgada é possível visitar a Casa-Museu Armando Cortes Rodrigues, o Museu Militar dos Açores, localizado no Forte de São Brás, o Núcleo de Arte Sacra do Museu Carlos Machado e o Museu Carlos Machado que reúne coleções relacionadas com etnografia regional, história natural, brinquedos, arte africana,... A nível de cultura existem, ainda, diversas galerias de arte como o Centro Cultural de Ponta Delgada, existe também o Teatro Micaelense, o Coliseu Micaelense, a Galeria Fonseca Machado, a Biblioteca Pública e Arquivo Regional de Ponta Delgada localizada no antigo Colégio dos Jesuítas, a Biblioteca Municipal, no centro da cidade de Ponta Delgada, e muitos outros.
As "Portas do Mar" são uma infraestrutura dotada de vários espaços comerciais, destacando-se os diversos restaurantes e esplanadas; possui um amplo parque de estacionamento subterrâneo, um porto para cruzeiros,uma gare marítima, um pavilhão multiusos, uma marina,um anfiteatro ao ar livre, umas piscinas naturais e um grande passeio junto ao mar.
Um bom sítio para passear é a renovada avenida com vários cafés e restaurantes com vista direta para o mar localizados no centro comercial SolMarAvenidaCenter, vários hotéis e lojas de turismo.
A nível da arquitetura religiosa salienta-se o Convento de Nossa Senhora da Esperança onde se encontra a imagem do Senhor Santo Cristo dos Milagres e onde se iniciam as maiores festas religiosas do arquipélago açoriano - Festas do Senhor Santo Cristo dos Milagres - que ocorrem no quinto domingo depois da Páscoa, a Igreja de São José, a Igreja Matriz ou Igreja de São Sebastião, a Igreja de São Pedro, o Convento da Graça (atual Academia das Artes e Conservatório Regional de Ponta Delgada) e mesmo a Sinagoga de Ponta Delgada. A Ermida de São Brás e Santa Luzia, também referida como Capela da Rua Machado dos Santos, foi construída em 1584.
Na baixa de Ponta Delgada, na Rua Açoreano Oriental, encontra-se a Gil M. Teixeira & Irmão Lda, a loja mais antiga da cidade (aberta desde 1888).
O Centro Comercial Parque Atlântico com mais de 100 lojas, vários restaurantes e cinemas é um bom espaço de lazer. São também pontos de visita obrigatória os grandes jardins e palacetes do século XIX/XX como o Palácio de Sant'Ana e o Palácio José do Canto.

## Jardins
- Alameda Duque de Bragança (Relvão) - situado no centro da cidade, junto à Universidade dos Açores, é um vasto espaço verde também conhecido por Relvão.
- Jardim Botânico José do Canto
- Jardim Antero de Quental
- Jardim António Borges
- Jardim Alto da Mãe de Deus (Passeio Público Theodore Roosevelt)
- Jardim Padre Fernando Vieira Gomes
- Largo Mártires da Pátria
- Jardim Padre Sena Freitas
- Jardim da Universidade de Açores
- Parque Urbano de Ponta Delgada

## Criminalidade
Ponta Delgada e os Açores em geral têm experimentado uma deterioração significativa da segurança pública desde 2020, marcando uma mudança dramática do seu estatuto histórico como a região mais segura de Portugal. O município registou 3.188 casos criminais em 2023, representando 32,6% de toda a criminalidade no arquipélago dos Açores.

### Tendências actuais
A região dos Açores registou uma taxa de criminalidade de 40,6 por mil habitantes em 2023, significativamente acima da média nacional portuguesa de 35,0. Isto representa uma inversão para ilhas que mantiveram algumas das taxas de criminalidade mais baixas da Europa durante as décadas de 2000 e 2010.
A criminalidade violenta atingiu 255 incidentes nos Açores em 2023, marcando um aumento de 23% em relação ao ano anterior. Os crimes mais comuns incluem violência doméstica (821 casos), roubo de veículos (517 casos) e tráfico de droga (257 casos).
Os residentes relatam uma deterioração visível na qualidade de vida quotidiana, com o consumo aberto de drogas a tornar-se comum nas ruas de Ponta Delgada e incidentes repetidos de crimes contra a propriedade. O número de sem-abrigo aumentou drasticamente, com relatos de assédio agressivo por parte de indivíduos que pedem dinheiro.

### Tráfico de droga
Os Açores emergiram como um centro crítico nas operações de tráfico transatlântico de cocaína. Organizações criminosas da Sérvia, Montenegro, Rússia e América do Sul estabeleceram as ilhas como "bases de apoio técnico" para o contrabando marítimo de droga entre a América do Sul e a Europa.
As principais apreensões de droga incluíram mais de 840 quilogramas de cocaína e operações avaliadas em 300 milhões de euros, com redes criminosas a operarem rotas sofisticadas de iates e veleiros que exploram a posição estratégica dos Açores e as suas extensas linhas costeiras.

### Factores económicos e sociais
Os Açores enfrentam o maior risco de pobreza de Portugal, com 31,4%, sendo que a privação material e social severa afecta 12% dos residentes—o dobro da média nacional. A taxa de desemprego de 6,5% combina-se com a menor taxa de empregabilidade do país, de 73,5%, criando condições que a investigação identifica como preditivas do aumento das taxas de criminalidade.
Um factor significativo envolve indivíduos deportados dos Estados Unidos e Canadá por crimes que regressam aos Açores com oportunidades económicas limitadas e, em alguns casos, ligações estabelecidas a redes criminosas. Esta população frequentemente carece de oportunidades de emprego local e sistemas de apoio social, contribuindo para a reincidência e a importação de metodologias criminosas norte-americanas.

### Desafios das forças policiais
Os residentes relatam uma ausência virtual de patrulhas a pé em Ponta Delgada, com a presença policial limitada a passagens ocasionais de carros-patrulha que raramente resultam em envolvimento proactivo com problemas ao nível da rua. A falta de policiamento comunitário criou um ambiente onde o consumo aberto de drogas, a mendicidade agressiva e a pequena criminalidade operam com aparente impunidade.
A geografia das ilhas cria desafios únicos para as forças da ordem, com recursos forenses e investigativos limitados a cobrirem extensas linhas costeiras em múltiplas ilhas. A dependência de Portugal continental para investigações criminais especializadas cria atrasos que permitem às redes criminosas estabelecerem raízes locais mais profundas.

## Imagens

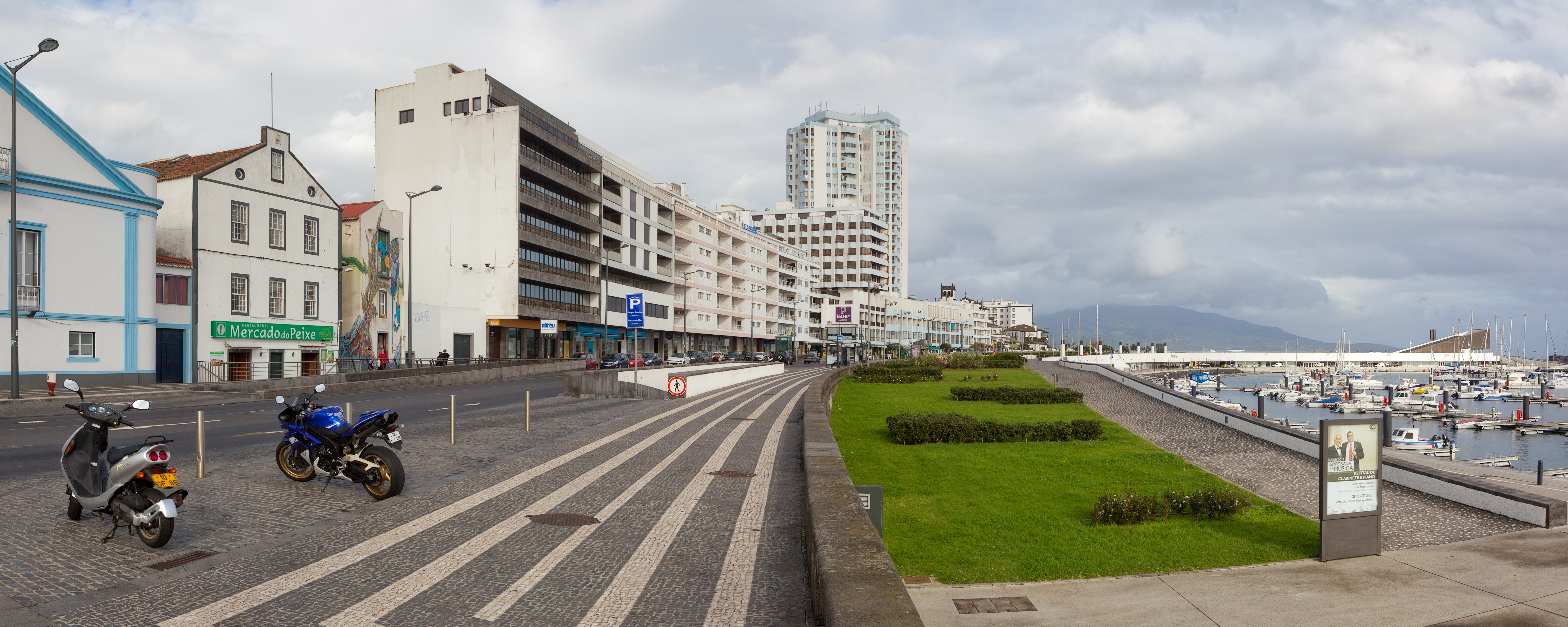
Avenida Marginal.
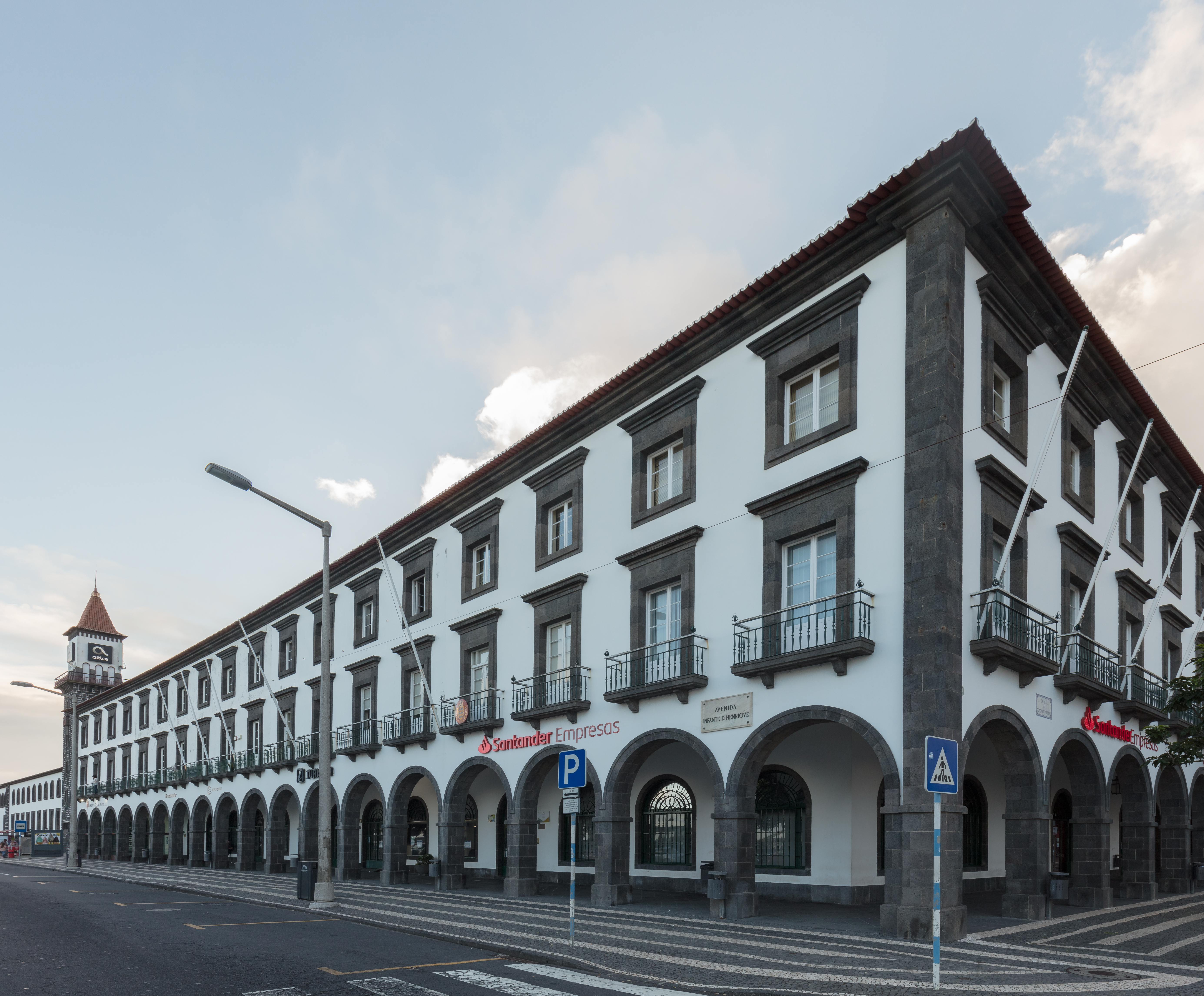
Avenida Infante Dom Enrique.
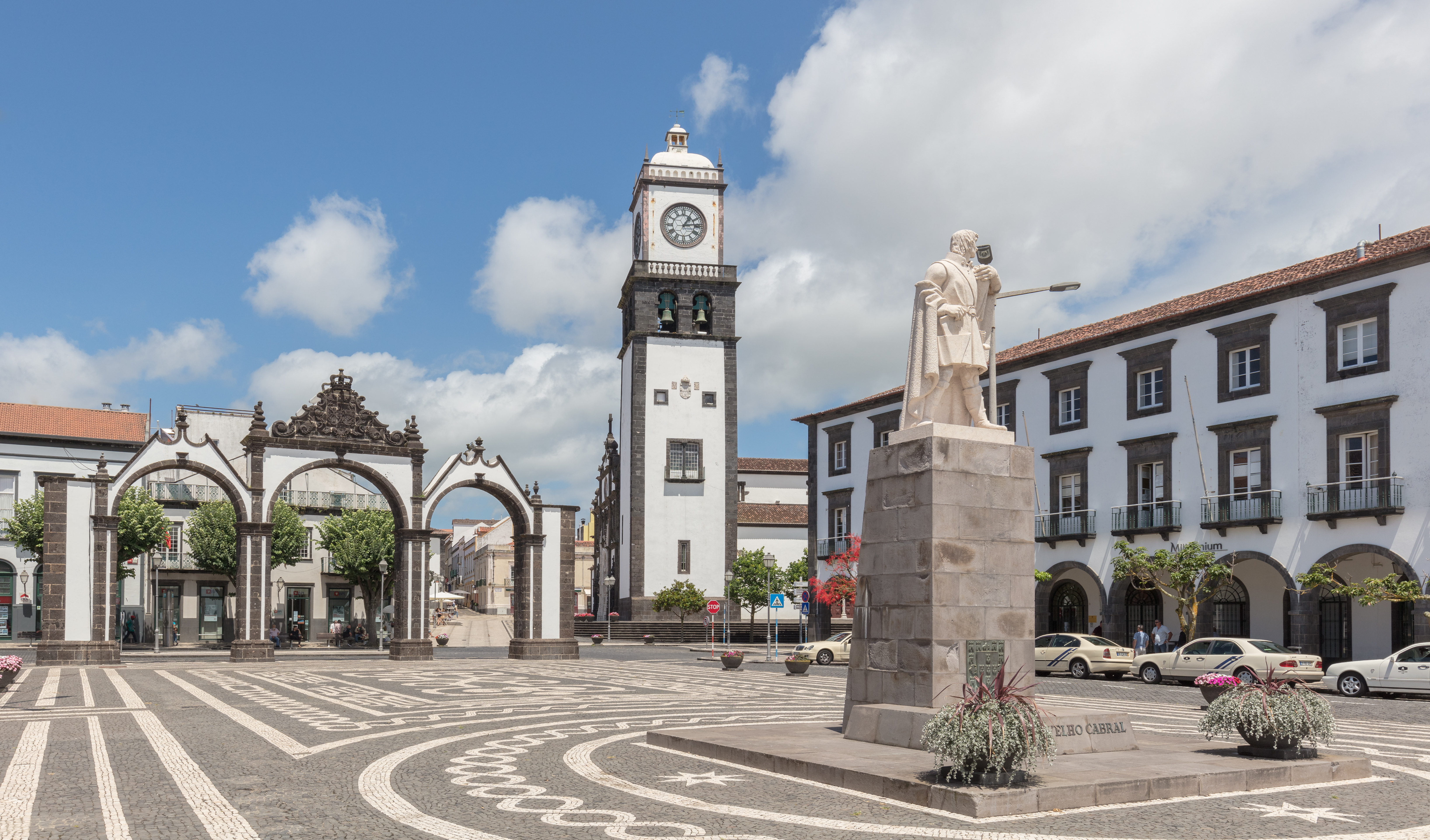
Praça de Gonçalo Velho.
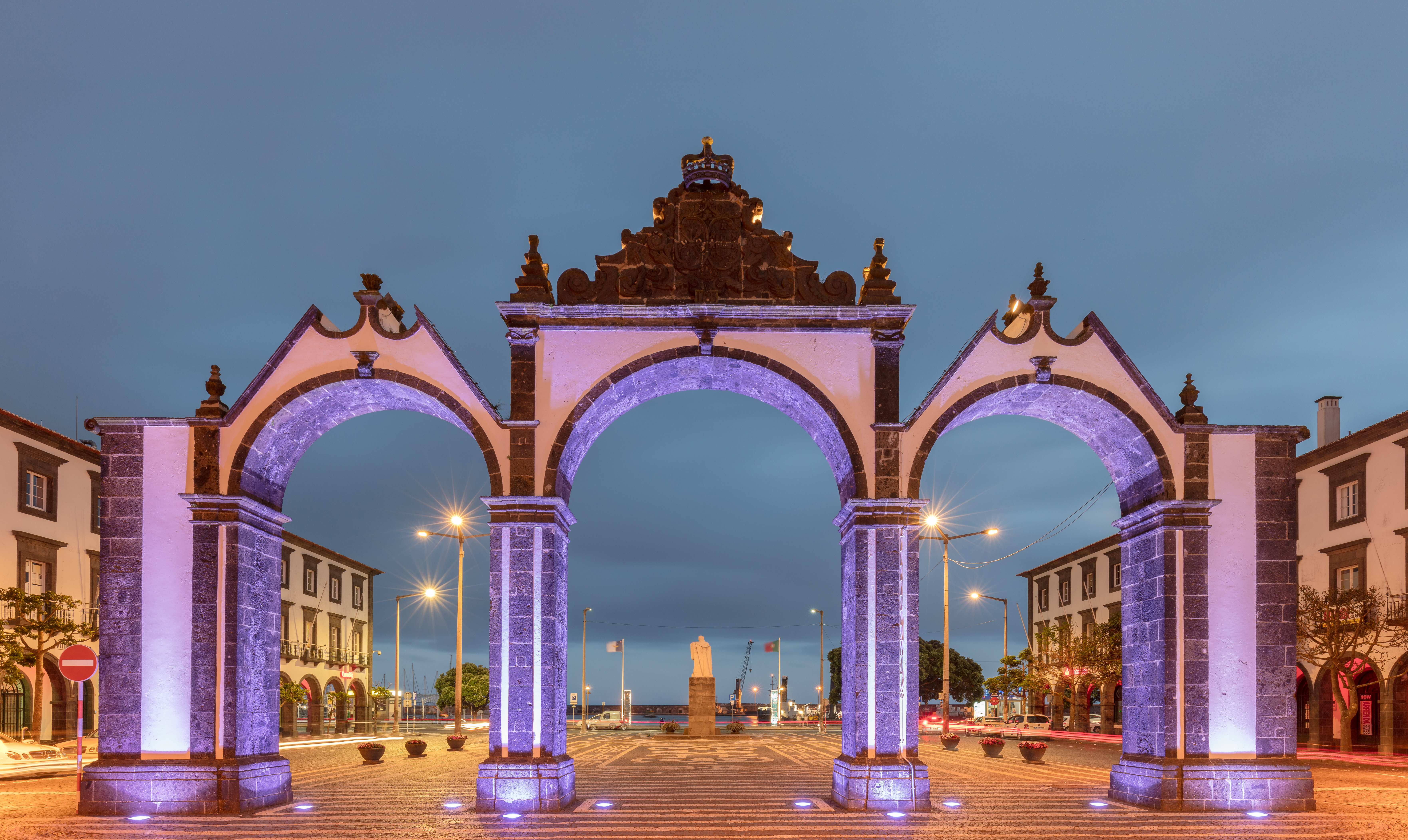
Portas da Cidade.
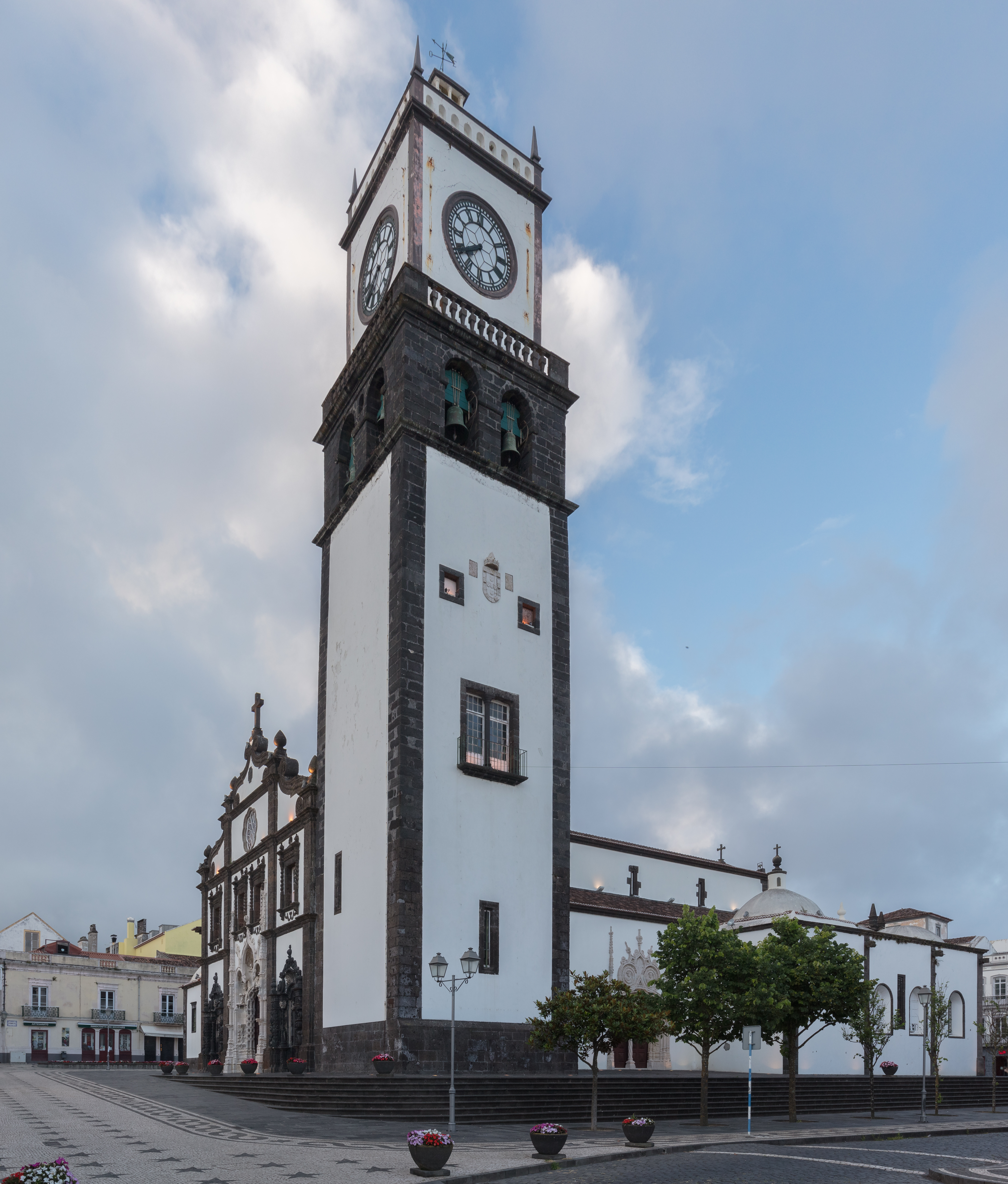
Torre sineira da Igreja de São Sebastião.
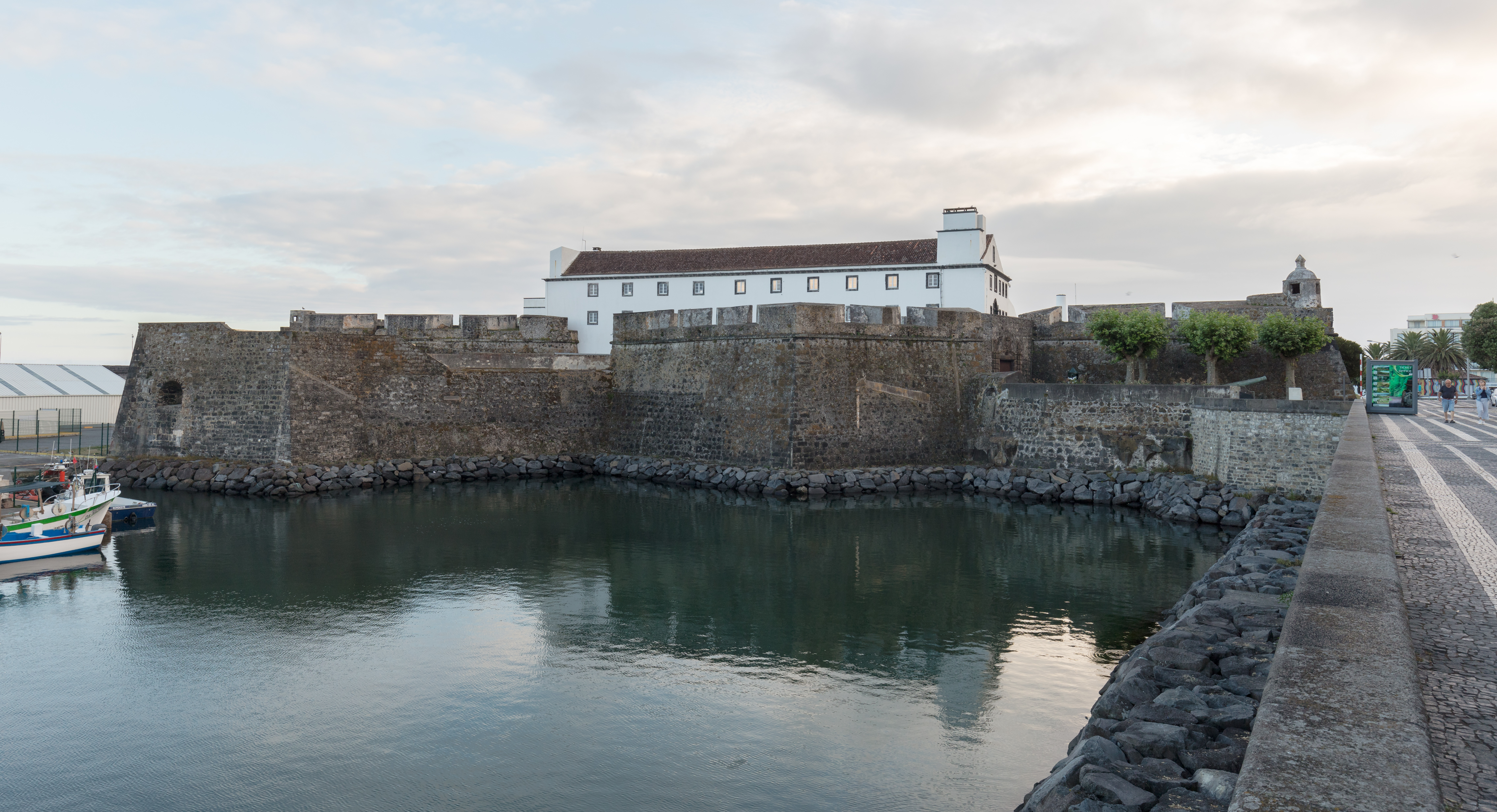
Forte de São Brás.